# Cinépolis
Cinépolis ist ein mexikanisches Filmtheaterunternehmen, das Kinos baut und betreibt. Der Hauptsitz mit eigenem Filmverleih befindet sich in Morelia im mexikanischen Bundesstaat Michoacán.
Die Filmgesellschaft Cinemas de la República S.A. de C.V. wurde 1947 von Enrique Ramírez Miguel in Morelia gegründet. Derzeit betreibt Cinépolis rund 3000 Kinos in Mexiko, Guatemala, El Salvador, Costa Rica, Kolumbien, Panama, Brasilien, Peru, Indien, Honduras und den USA. Cinepolis ist die größte Filmgesellschaft in Lateinamerika.
Kinovarianten des Unternehmens sind
- Cinépolis IMAX
- Cinépolis 3D
- Cinépolis Salas Makro XE
- Cinépolis 4DX
- Cinépolis VIP
- Cinépolis Luxury Cinemas, diese Marke ist nur in fünf Kinokomplexen der Kette in den Vereinigten Staaten in Kalifornien und Mexiko vorhanden. Dieses Kinoformat heißt bietet Luxusannehmlichkeiten wie Liegeledersitze, Gourmet-Mahlzeiten und ausgewählte Getränke. Das Format ist sehr ähnlich zu den Kinos Cinepolis VIP in Lateinamerika.